# Cemplang (Ciomas)
Cemplang is een bestuurslaag in het regentschap Serang van de provincie Banten, Indonesië. Cemplang telt 3026 inwoners (volkstelling 2010).